# Acido 4-idrossicinnamico
L'acido 4-idrossicinnamico o acido p-cumarico o 4-cumarato, in sigla dall'inglese 4HCA,  è un acido fenolico con formula empirica C9H8O3. È il para isomero dell'acido cumarico con la struttura dell'acido cinnamico, in configurazione trans, e un gruppo idrossile {\displaystyle {\ce {(-OH)}}} sostituente in posizione 4 dell'anello benzenico. Essendo l'isomero dell'acido cumarico più abbondante in natura è spesso indicato impropriamente come acido cumarico. Esiste anche un meno comune stereoisomero cis-4-. L'acido 4-idrossicinnamico esiste in tutte le specie viventi, dai batteri all'uomo; nell'uomo può essere rilevato nel sangue, urina, feci. Per la sua ampia diffusione è nominato con decine di diversi sinonimi compresi: acido naringeninico, acido 3-(4-idrossifenil)acrilico, acido (E)-p-cumarico, ecc..
È un solido cristallino leggermente solubile in acqua, ma ben solubile in etanolo ed etere dietilico.

## Occorrenza in natura
| Concentrazione (mg/100g) negli alimenti | Concentrazione (mg/100g) negli alimenti |
| --------------------------------------- | --------------------------------------- |
| Peperoncino                             | 54,00                                   |
| Ananas                                  | 53,00                                   |
| Girasole                                | 50,55                                   |
| Curcuma                                 | 34,50                                   |
| Basilico                                | 25,33                                   |
| Timo                                    | 16,05                                   |
| Spinaci                                 | 13,30                                   |
| Ossicocco                               | 13,23                                   |
| Noce                                    | 12,78                                   |
| Mirtillo rosso                          | 9,72                                    |
| Ravanello                               | 9,10                                    |
| Chiodi di garofano                      | 8,49                                    |

Presente anche a livello subcellulare nei mitocondri e citoplasma, l'acido 4-idrossicinnamico è stato isolato in molte specie di diverse famiglie di piante: Asteraceae (Helianthus tuberosus, Taraxacum formosanum), Brassicaceae ( Wasabia japonica ), Crassulaceae (Rhodiola sachalinensis), Fabaceae ( Medicago sativa, Phaseolus aureus, Pisum sativum ), Labiatae ( Salvia officinalis, Scutellaria albida), Piperaceae (Peperomia duclouxii ), Vittariaceae (Vittaria anguste-elongata).
Il 4HCA è stato isolato in molti funghi: Agaricus Bisporus, Coprinus Comatus, Cordyceps Sinensis, Ganoderma Applanatum, Pleurotus Eryngii, Pleurotus Ostreatus, Sparassis Crispa
In natura il 4HCA si trova più frequentemente legato sotto forma di glicosidi o esteri piuttosto che in forma libera.
Ridotto a alcole p-cumarico Insieme all'alcool sinapilico e all'alcool coniferilico, l'acido p-cumarico è un componente importante della lignina.
La presenza in tanti vegetali comporta la presenza anche nelle loro parti o derivati edibili. L'acido 4-idrossicinnamico si trova a concentrazioni significative all'interno di pochi cibi diversi alcuni dei quali riportati nella tabella a fianco.
Si trova anche nell'orzo, nel vino e nell'aceto. Può essere trasferito dai pollini al miele. L'acido 4-idrossicinnamico è stato anche rilevato, ma non quantificato, in molti altri alimenti.
Anche l'isomero cis-p-cumarico è stato rilevato in natura, ad esempio a concentrazioni relativamente alte (144 mg/100g) nel coriandolo.

## Metabolismo
In varie specie viventi, sono state individuate varie reazioni biochimiche di sintesi (anabolismo) e di degradazione (catabolismo) del 4HCA. È inoltre substrato o intermedio in molte reazioni biochimiche che avvengono in natura nella cosiddetta via dei fenilpropanoidi, che porta alla formazione di cumarine, flavonoidi, stilbenoidi, lignani, monolignoli. 
| Enzima                                                            | Reazione                                                                                               |
| ----------------------------------------------------------------- | --- |
| L-tirosina ammonia-liasi                                          | L-tirosina ⇄ 4HCA + ammoniaca                                                                          |
| 4-cumarato:CoA ligasi                                             | ATP + 4HCA+ CoA ⇄ AMP + difosfato + 4-coumaroil-CoA                                                    |
| trans-cinnamato 4-monoossigenasi                                  | trans-cinnamato + [NADPH-emoproteina reduttasi]+ + O2 ⇄ 4HCA+ [NADP+-emoproteina reduttasi] + H2O      |
| monofenolo monoossigenasi                                         | 4HCA+ O2 + caffeato ⇄ caffeato + H2O + caffeoquinone                                                   |
| idrossicinnamato 4-beta-glucosiltransferasi                       | UDPG + 4HCA⇄ UDP + 4-O-beta-D-Glucosil-4-idrossicinnamato                                              |
| acido fenilacrilico decarbossilasi                                | 4HCA⇄ 4-idrossistirene + CO2                                                                           |
| 4-cumarato 3-idrossilasi                                          | 4HCA⇄ caffeato                                                                                         |
| idrossicinnamoil glucosiltransferasi                              | UDPG+ 4HCA⇄ UDP + p-Coumaroil-D-glucosio                                                               |
| (E)-4-coumaroil-CoA:(R)-3-(4-idrossifenil)lattato CoA-transferasi | p-Coumaroil-CoA + (R)-3-(4-idrossifenil)lattato ⇄ 4HCA+ (R)-3-(4-idrossifenil)lattoil-CoA              |
| 3-(aril)acrilate reduttasi                                        | floretato + flavoproteina (trasferente elettroni)⇄ 4HCA+ flavoproteina (trasferente elettroni) ridotta |

Conversione dell'acido p-cumarico in 4-etilfenolo da parte dei Brettanomyces

L'acido p- cumarico è il precursore del 4-etilfenolo prodotto dal lievito Brettanomyces nel vino o nella birra. L'enzima fenilacrilato decarbossilasi catalizza la conversione dell'acido p- cumarico in 4-vinilfenolo. Vinil fenolo riduttasi catalizza quindi la riduzione del 4-vinilfenolo a 4-etilfenolo. L'acido cumarico viene talvolta aggiunto ai terreni microbiologici, consentendo l'identificazione positiva di Brettanomyces all'olfatto.
Per saturazione del doppio legame della catena 2-propenoica si forma acido floretico, che si trova nel rumine delle pecore alimentate con erba, mentre per idrossilazione e metossilazione in posizione 3 dell'anello benzenico si formano rispettivamente acido caffeico e ferulico. L'acido caffeico, ferulico, floretico sono precursori di decine di altre reazioni biochimiche.
L'isomero cis-p-cumarico prodotto per isomerizzazione trans-cis può essere un intermedio nella ciclizzazione interna da cui derivano le cumarine.

## Applicazioni
Il 4HCA ha proprietà antiossidanti e può avere un ruolo nel ridurre il rischio di cancro allo stomaco riducendo la formazione di nitrosammine, cancerogene.